# Мордехай Суркіс
Мордехай Суркіс (івр. מרדכי סורקיס‎, 21 січня 1908, Станиславів, Королівство Галичини та Володимирії, Австро-Угорщина ― 26 травня 1995, Ізраїль) — ізраїльський політик, перший мер Кфар-Сави, член Кнесету (ізраїльського парламенту) з 1965 до 1974 року.

## Життєпис
Народився в Станиславові, тодішній Австро-Угорській імперії (теперішній Івано-Франківськ, Україна). 1933 року емігрував до Палестини. Був членом Хагани та Єврейської бригади, яка під час другої світової війни входила до складу британської армії.
1951 року став головою ради міста Кфар-Сави; згодом — першим мером Кфар-Сави, де головував до 1965 року. З 1959 до 1965 року очолював Асоціацію місцевого самоврядування.
Був членом центрального комітету партії «Мапай». Згодом приєднався до новоствореної колишніми членами «Мапай» партії «РАФІ» 1965 року. Цього ж року був обраний до Кнесету за списком «РАФІ». Переобирався до парламенту 1969 року від партії «Маарах», яка поглинула «РАФІ» того ж року.
Помер 26 травня 1995 року у віці 87 років.